# Det stora tågrånet (film, 1979)
Det stora tågrånet (eng: The First Great Train Robbery) är en brittisk kuppfilm från 1979 i regi av Michael Crichton, som också skrev manuset baserat på hans roman The Great Train Robbery. Romanen, och filmen, skildrar ett verkligt tågrån, känt som 1855 års stora guldrån. I huvudrollerna ses Sean Connery, Donald Sutherland och Lesley-Anne Down.

## Rollista i urval
- Sean Connery - Edward Pierce
- Donald Sutherland - Agar
- Lesley-Anne Down - Miriam
- Alan Webb - Trent
- Malcolm Terris - Henry Fowler
- Robert Lang - Sharp
- Michael Elphick - Burgess
- Wayne Sleep - Clean Willy
- Pamela Salem - Emily Trent
- Gabrielle Lloyd - Elizabeth Trent
- George Downing - Barlow
- James Cossins - Harranby
- André Morell - domaren